# Облачность

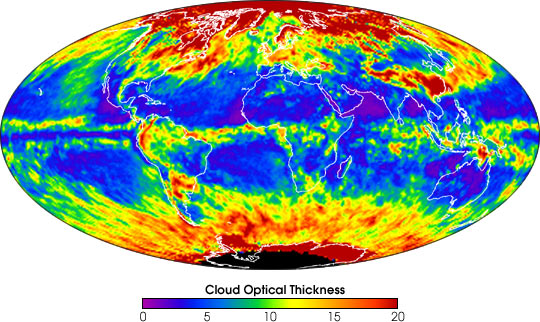
Усреднённая за апрель 2001 г. оптическая толщина облачности Земли (шкала в процентах поглощения, данные эксперимента MODIS).

О́блачность — совокупность облаков, наблюдаемых в определённом месте (пункт или территория) в определённый момент или период времени.
Облачность один из важных факторов, определяющих погоду и климат. Благодаря экранирующему эффекту облачность препятствует как охлаждению поверхности Земли за счёт собственного теплового излучения, так и её нагреву излучением Солнца, тем самым уменьшая сезонные и суточные колебания температуры воздуха.

## Характеристики облачности

### Количество облаков
Количество облаков — степень покрытия неба облаками (в определённый момент или в среднем за некоторый промежуток времени), выраженная в баллах по десятибалльной шкале или в процентах покрытия наблюдаемого небосвода. Современная десятибалльная шкала облачности принята на 1-й Морской Международной Метеорологической Конференции в 1853 году.
При наблюдении на метеорологических станциях определяется общее количество облаков и количество облаков нижнего яруса, — эти числа записываются в дневниках погоды через дробную черту (например: 10/4).
В авиационной метеорологии применяется 8-октантная шкала, которая проще при визуальном наблюдении: небо делится на 8 частей-октантов — пополам, потом ещё пополам и ещё раз, — облачность указывают в октантах (восьмых долях неба). В авиационных метеорологических сводках погоды (METAR, SPECI, TAF) количество и высота нижней границы облаков указывается по слоям (от самого нижнего к более верхним), — при этом используются градации количества:
- FEW — незначительные (рассеянные) — 1 октант - 1 балл, 2 октанта - 2-3 балла;
- SCT — разбросанные (отдельные) — 3 октанта - 4 балла, 4 октанта - 5 баллов;
- BKN — значительные (разорванные) — 5 октантов - 6 баллов, 6 октантов - 7-8 баллов, 7 октантов - 9 баллов;
- OVC — сплошные — 8 октантов -10 баллов;
- SKC — ясно — 0 баллов - 0 октантов;
- NSC — нет существенной облачности (любое количество облаков с высотой нижней границы 1500 м и выше, при отсутствии кучево-дождевых и мощно-кучевых облаков);
- CLR — нет облаков ниже 3000 м (сокращение используется в сводках, формируемых автоматическими метеостанциями).

### Формы облаков
Указываются наблюдаемые формы облаков (латинскими обозначениями) в соответствии с международной классификацией облаков.

### Высота нижней границы облаков (ВНГО)
Определяется ВНГО нижнего яруса в метрах. На ряде метеостанций (особенно авиационных) этот параметр измеряется прибором (погрешность 10—15 %), на остальных — визуально, ориентировочно (при этом погрешность может достигать 50—100%) (Визуальная ВНГО — самый ненадёжно определяемый параметр облачности.)
В зависимости от ВНГО можно разделить облачность на 3 яруса: нижний, средний и верхний. К нижнему ярусу относится (примерно до высоты 2 км): 
- слоистая (могут выпадать осадки в виде мороси),
- слоисто-дождевая (обложные осадки),
- слоисто-кучевая (в авиационной метеорологии также отмечаются разорвано-слоистая и разорвано-дождевая) облачность.

Средний ярус (примерно от 2 км до 4—6 км): 
- высоко-слоистая и
- высоко-кучевая облачность.

Верхний ярус: 
- перистая,
- перисто-кучевая,
- перисто-слоистая облачность.

### Высота верхней границы облаков
Может определяться по данным самолётного и радиолокационного зондирования атмосферы.
На метеостанциях обычно не измеряется, но в авиационных прогнозах погоды по маршрутам и районам полётов указывается ожидаемая (прогнозируемая) высота верхней границы облаков.